# 傑山宗俊
傑山 宗俊（けっさん そうしゅん、生年不詳 - 天正20年12月5日（1593年1月7日））は、戦国時代の僧侶。
臨済宗龍潭寺三世住職。

## 人物
傑山は南渓瑞聞の弟子であり、1556年頃、師・南渓瑞聞より傑山の号を授かる。
井伊直虎の死後、井伊直政が小牧・長久手の戦いで先鋒として出陣する際に、南渓瑞聞から昊天宗建とともに遣わされた。傑山は強弓の人であり、長久手にて池田恒興と森長可の両隊を討つことにより、直政は名をあげた。
1589年に龍潭寺二世・南渓瑞聞が亡くなると、龍潭寺三世となる。

## 登場する作品
- おんな城主 直虎（2017年、NHK大河ドラマ、演：市原隼人）